# 豊干

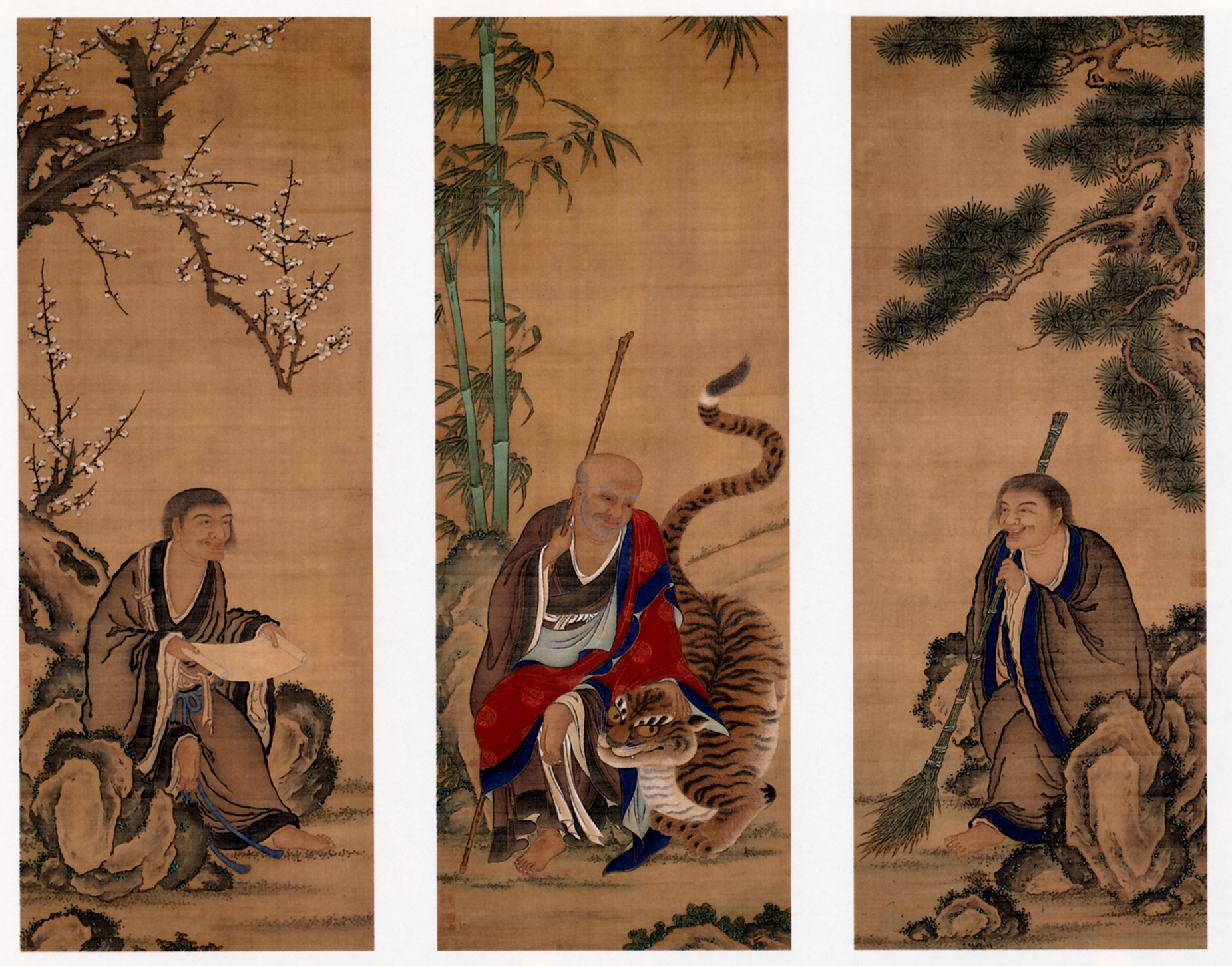
上野若元筆『豊干寒山拾得図』 中央が豊干、向かって左が寒山、右が拾得

伝・石恪筆『二祖調心図』（重要文化財・東京国立博物館所蔵）のうち一幅。同図は豊干や布袋などを描いたものとも、慧可を描いたものともいわれる。

豊干（ぶかん、ほうかん、生没年不詳）は、中国・唐代の禅僧。豊干禅師ともいわれ、寒山と拾得と共に三聖と呼ばれる。
賛寧の『宋高僧伝』では封干の表記で、寒山子（寒山）・習得と共に1巻とされている。

## 人物
出身地や出自については殆ど知られていない。奇行の僧。天台山の国清寺におり、髪は総髪にして眉を整え毛皮を付けた衣（ぼろ）を着ていたという。仏道の教理を問われると、いつも「随時」と答えた。豊干は虎に乗って道歌を口ずさみながら門を入ってきたことがあり、虎に乗る豊干の姿は絵にも描かれた。

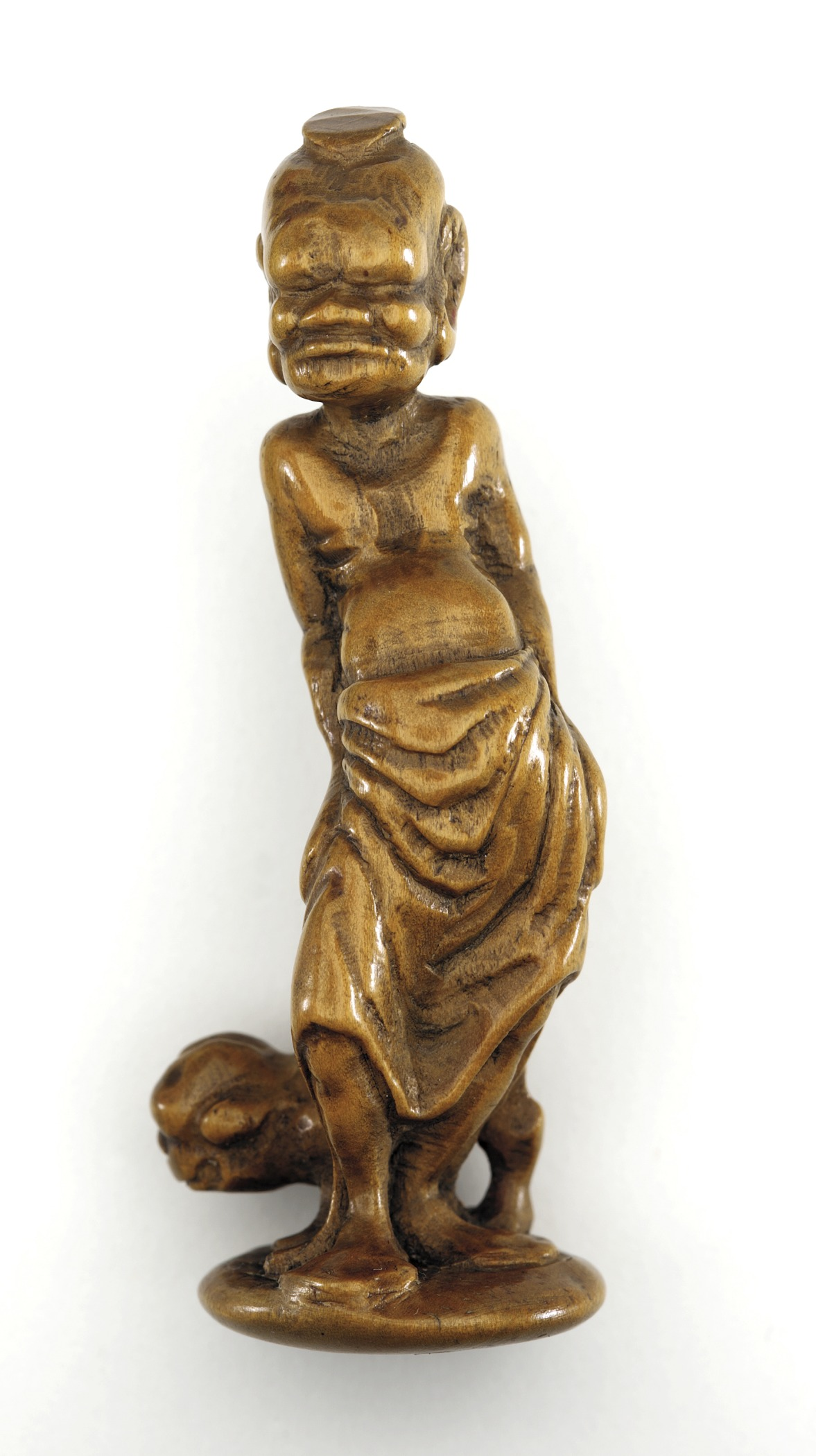
18世紀日本の木彫り
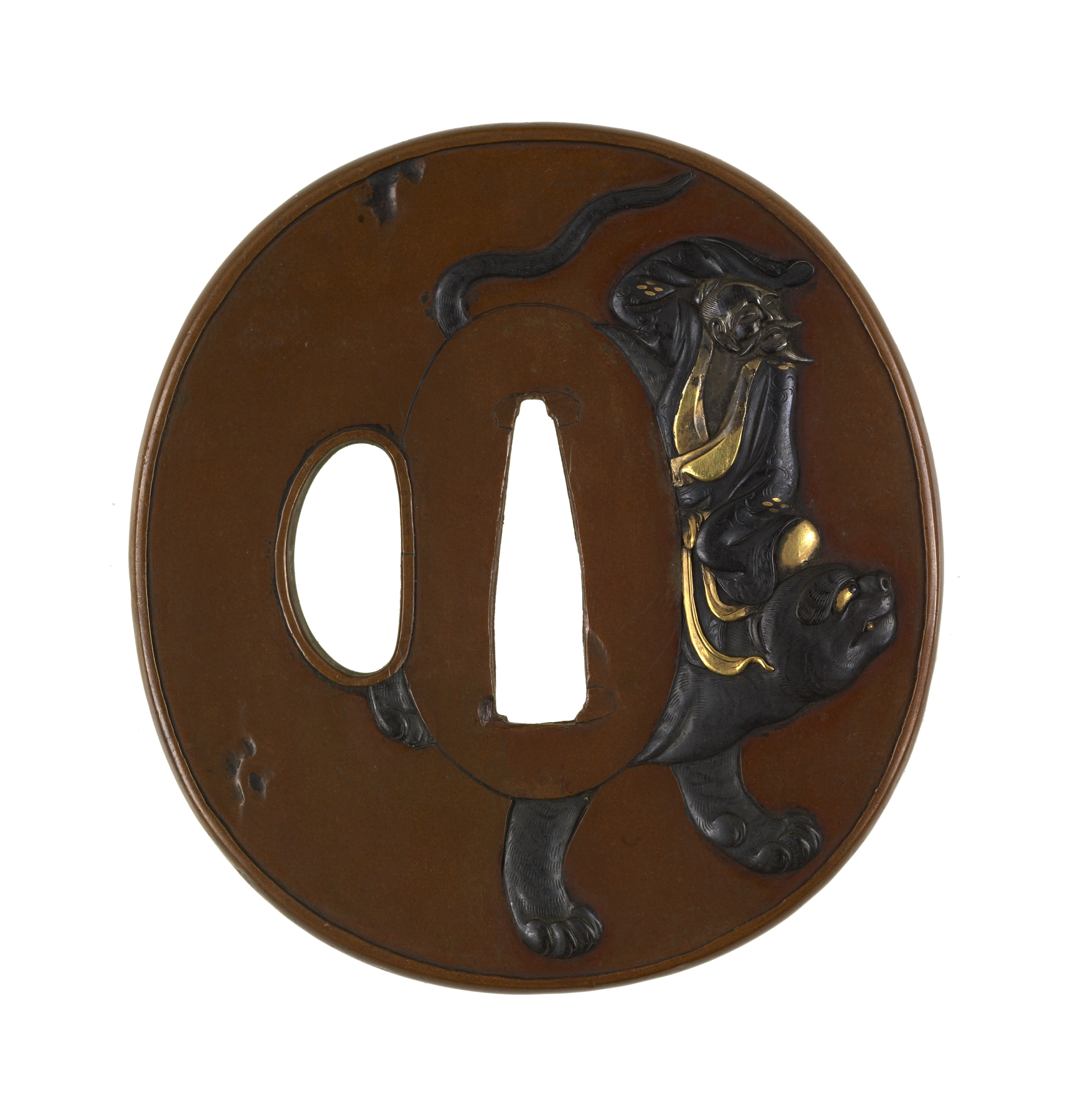
Hamano Shôzui 作　鍔
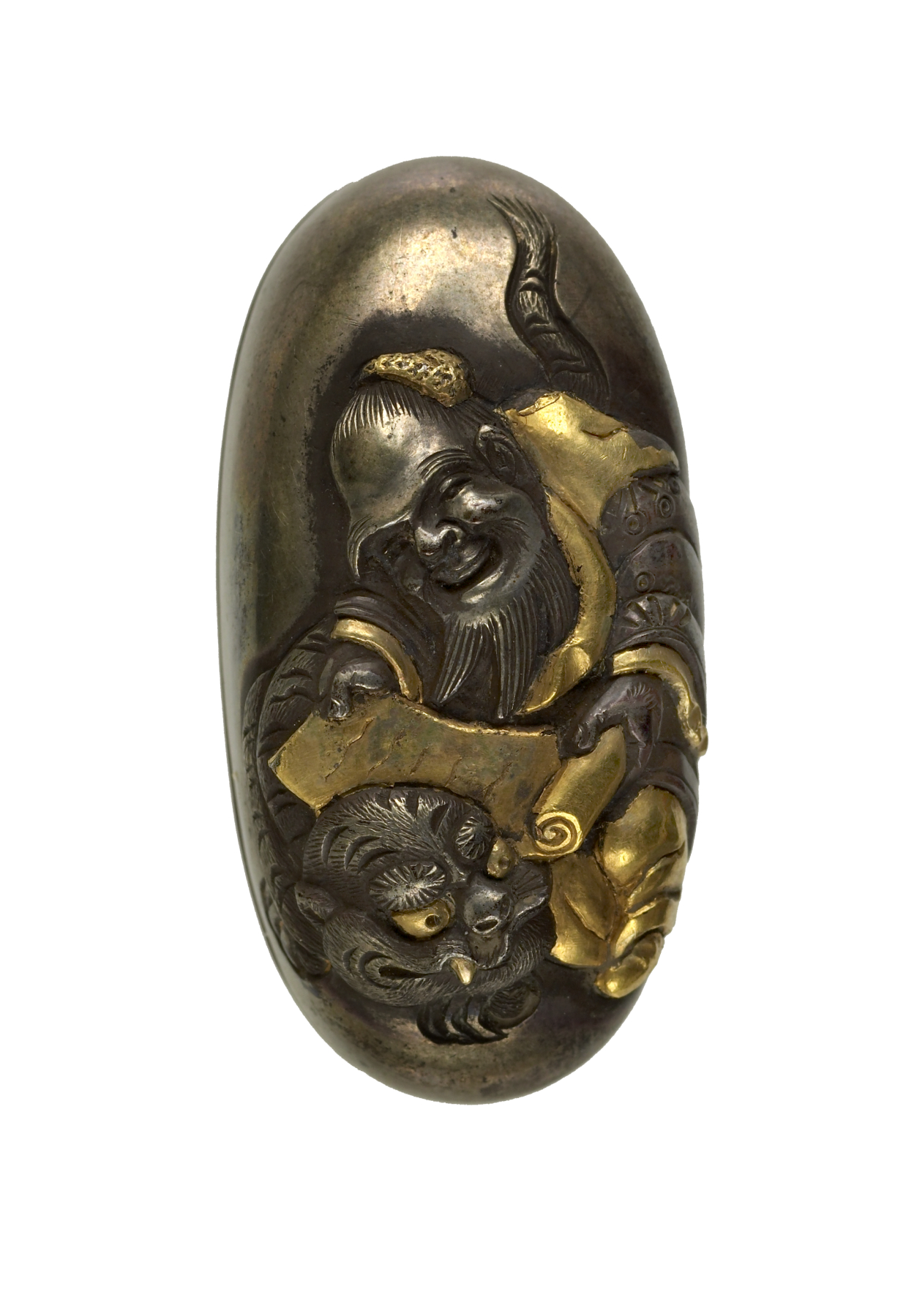
鐺
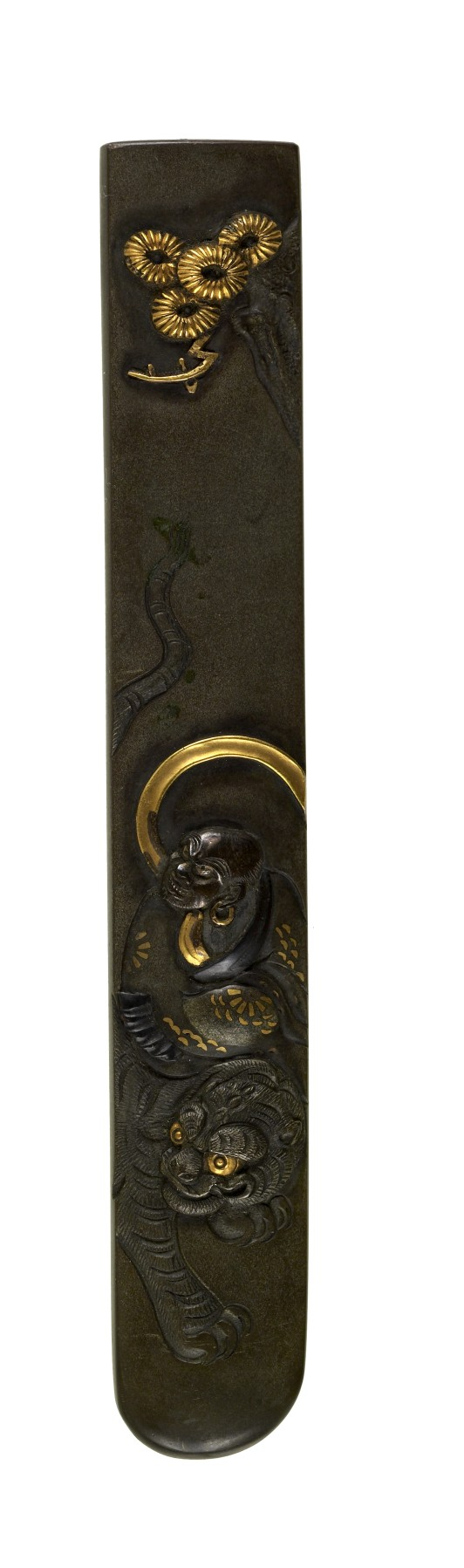
小柄
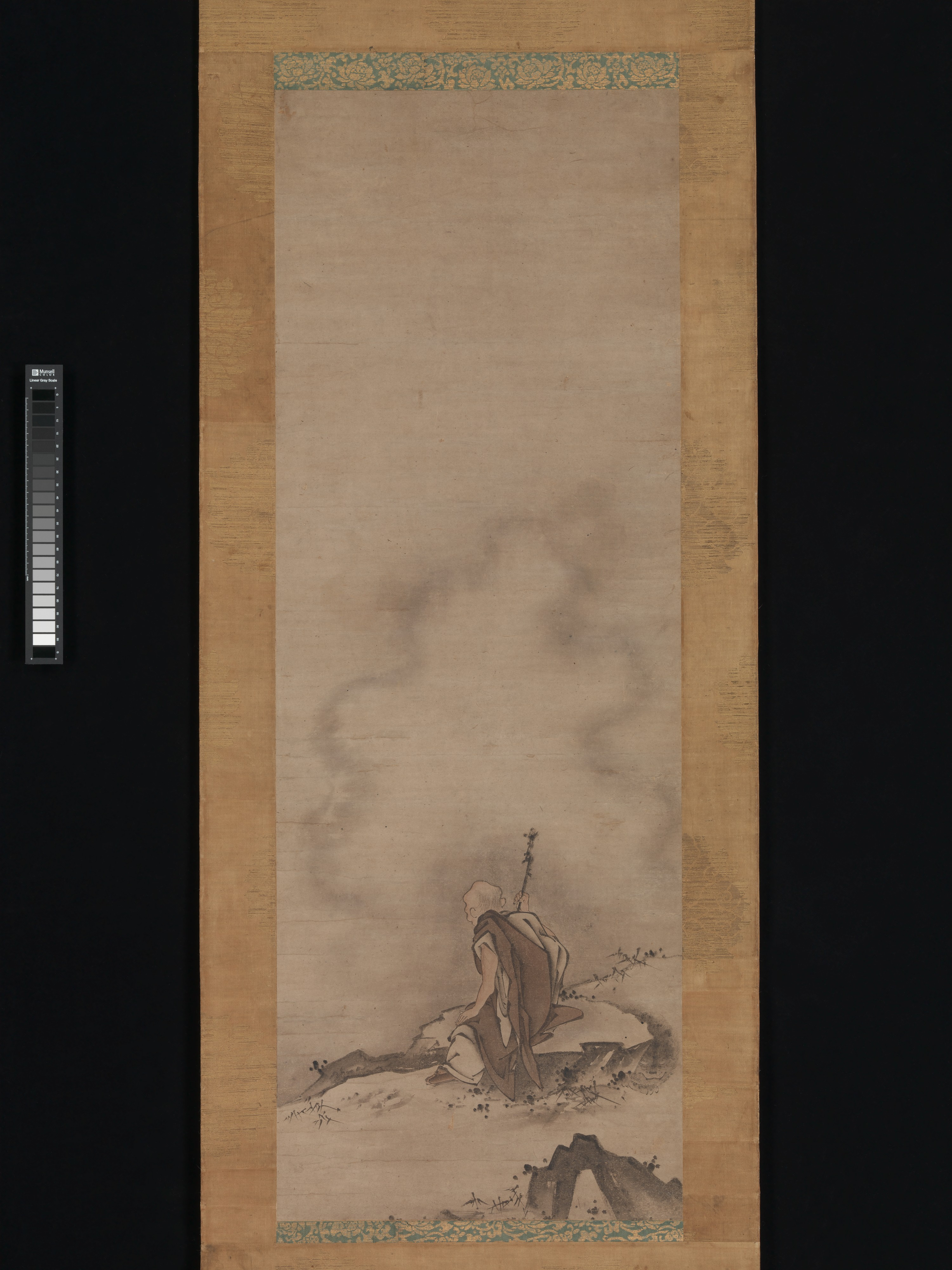
柴田是真
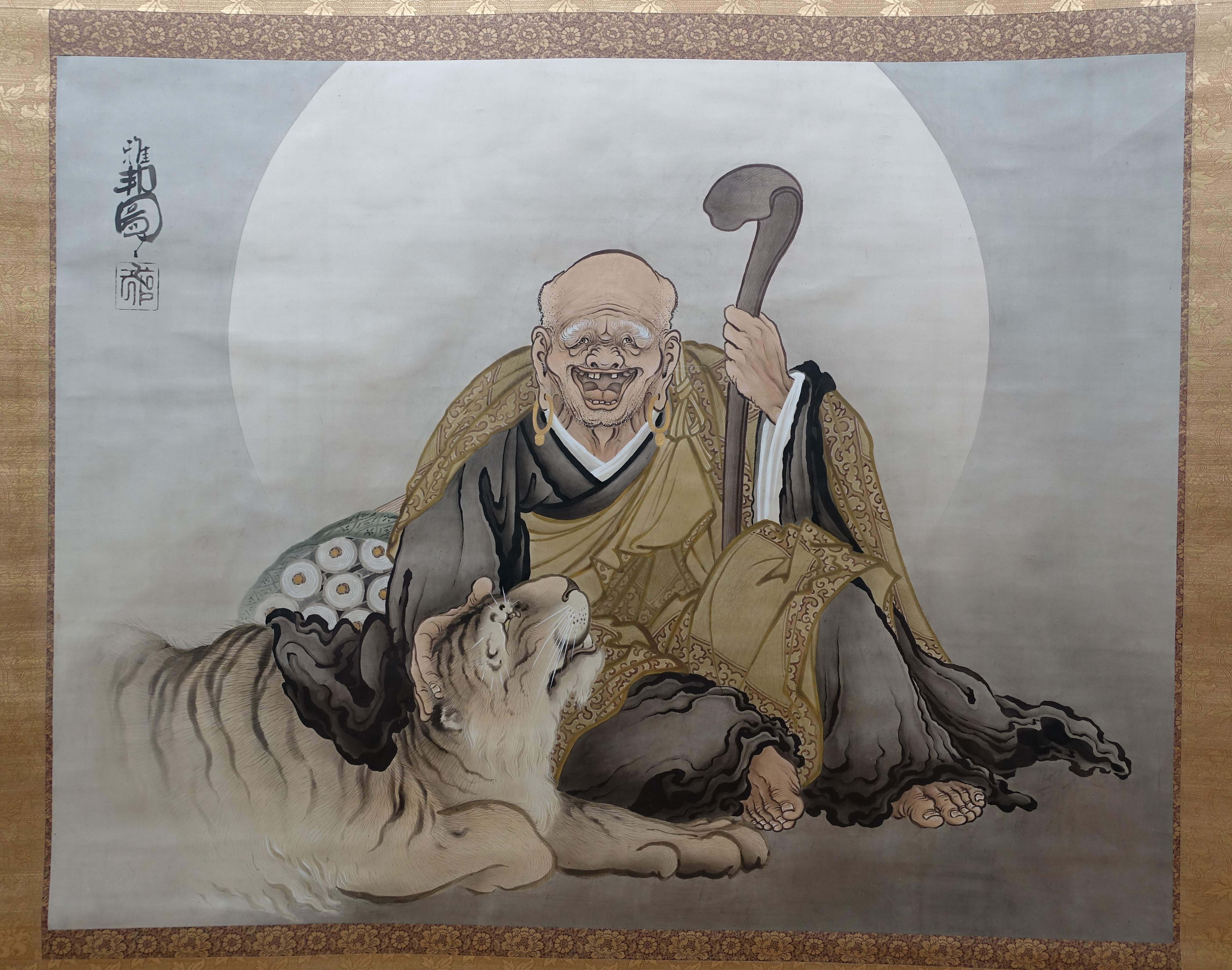
橋本雅邦

## 寒山・拾得との関係
国清寺の厨房に寒山と拾得という二人の奇人がおり、かまどの番をしながら向かい合って一日中話をしていたが、その話を聞いても何を話しているのか分からないため、二人は風狂子と呼ばれていた。ただし豊干だけは二人を理解したので、二人は豊干には懐いていたという。
豊干は閭丘胤という人物に、国清寺でかまどの番をして食器を洗っている寒山と拾得は文殊・普賢の両菩薩であると告げたという。

## 伝記資料
- 『景徳伝灯録』